# Efekt skleněného výtahu
Efekt skleněného výtahu (anglicky the glass escalator effect) popisuje nerovnocenné zacházení s muži a ženami v pracovním prostředí, kterému dominují ženy. Tímto fenoménem můžeme nazvat situaci, kdy žena a muž vykonávají stejnou  pracovní pozici, plní stejná zadání a jejich efektivnost se neliší. Muži mají ovšem díky svému minoritnímu postavení větší šanci na pracovní mobilitu. Tedy že budou v pracovním žebříčku organizace stoupat rychleji než stejně kvalifikovaná žena. Od denní manuální práce směrem ke kontrole, plánování, apod. – tedy budou rychleji dosahovat prací s větší prestiží a lepším finančním ohodnocením. Mezi nejčastější profese ovlivněné tímto fenoménem patří sociálně orientovaná povolání, vzdělávací systémy nebo zdravotnictví. Např. v nemocnicích 5 % zdravotních sester jsou muži, ale v nadřízených pozicích je pouze 5 % žen (2012, USA, Kogod School of Business).

## Skryté výhody
Příčina skleněného
výtahu je fakt, že muži nabývají skrytých výhod – skryté výhody můžeme vysvětlit jako užitky, které člověk sám vědomě nevyhledává nebo se jich aktivně nesnaží dosáhnout. Mezi ně patří:
- Muži jsou často stereotypně považováni za přirozenější vůdce než ženy.

- V případě, že se ženy ujmou vedoucích pozic, je jejich přístup častěji nahlížen jako agresivní, muži jsou považovaní spíše za asertivní.
- Ženy se spojují spíše s emocionálním rozhodnutím, naopak muži s rozhodnutími racionálními.
- Ženy se považují za méně efektivní pracovníky kvůli rodinným povinnostem a výchově dětí, muži jsou pojeni s kariérou.
- Ojedinělost mužů v pozicích dominantních spíše pro ženy dodává mužům větší šanci na postup do vyšších postavení. [2]

## Studie Christine Williams
Problémem efektu skleněného výtahu se zabývá Christine Williams (profesorka sociologie na University of Texas Austin), která se ve své studii zaměřila na 4 typicky ženská povolání: zdravotní sestru, učitelku na základní škole, knihovnici a sociální pracovnici. Mezi lety 1985 – 1991 uskutečnila rozhovory se 76 muži a 23 ženami ve čtyřech oblastech USA, kde se lišila zastoupení v daných profesích: San Francisco, Kalifornie; Austin, Texas; Boston, Massachusetts a Phoenix, Arizona. 90 % tázaných byli běloši s průměrným věkem 38 let.
Ze studie vyplývá, že muži pracující v typicky ženském povolání jsou systémem tlačeni na vyšší pozice, na rozdíl od žen pracujících v typicky mužských profesích. Studie ukázala, že tento fenomén je viditelný převážně u nižších pracovních pozic, např. u zdravotních sester v nemocnicích. Na rozdíl od nich profesoři na vysokých školách, kteří vyučují zdravotní sestry, potvrdili diskriminaci z důvodu příliš „ženského“ povolání. K fenoménu efektu skleněného výtahu u mužů také často přispívají dobré vztahy s mužskými nadřízenými, díky kterým jsou mužům poskytnuty lepší pracovní pozice (efekt Old boy network).
Williams ve své studii identifikovala mechanismy, které stojí za úspěchy mužů v pracovním prostředí, kde je majorita žen. Tyto mechanismy spojila se třemi skupinami lidí, které mužům v minoritě nejvíce pomáhají k jejich „vyzdvižení“ v rámci hierarchie organizace – spolupracovníci, vedoucí a klienti.

### Spolupracovníci
Tento příklad nastává, když se kolegyně snaží protlačit svého kolegu v hierarchii organizace. Činí tak na základě předpokladu, že právě muž bude lépe schopen reprezentovat pracovníky a vyjednávat s výše postavenými muži.

### Vedoucí
Výzkum ukázal, že v pracovním prostředí, kde je majorita žen, muži více navazují vztahy se svými vedoucími. Tyto vztahy fungují na základě žák-mentor a následně níže postaveným mužům pomáhají do vedoucích pozic.

### Klienti
Tato skupina se týká mužů, kteří pracují v prostředí, které vyžaduje pečovatelské dovednosti. Na tyto muže je pohlíženo jako na genderové devianty, setkávají se s předsudky, stereotypy a obecně jsou více odmítáni. Jedním z možných řešení je dát těmto mužům práci, která by se více hodila k jejich genderu, například již zmiňované plánování, kontrola, apod.
Ne všichni muži pracující v netradičně mužských profesích pociťují výhody tohoto fenoménu. Mezi respondenty výzkumu byli gayové a Afroameričané, kteří potvrdili, že výhody skleněného výtahu se jich netýkají. Výsledky výzkumu ukazují, že muži, kteří pracují v tradičně ženských pozicích, nejsou diskriminováni v pracovním prostředí, ale spíše okolím.